# Rørsukker
Rørsukker er det sukkerprodukt, som udvindes af sukkerrør. Man hugger stænglerne om, fjerner bladene og bringer dem til sukkermøllen. Her bliver stænglerne knust, og den sukkerholdige saft bliver presset af i flere omgange. Derefter indkoger man saften til en klæbrig, brun masse, som forhandles under navne som melasse eller "honning". Ved fuldstændig inddampning krystalliserer sukkeret, og man får rørsukker, der forhandles "stødt", dvs. knust.
Rørsukker kan raffineres, sådan at man fjerner alt andet end det rene sukker. Det hvide, raffinerede sukker et ét af de mest solgte produkter på verdensmarkedet. Cuba og Indien er blandt de lande, der producerer mest rørsukker, men varen fremstilles i alle tropiske og subtropiske områder, hvor der kan skaffes vand nok.